# Bulbophyllum wechsbergii
Bulbophyllum wechsbergii är en orkidéart som beskrevs av Anton Sieder och Kiehn. Bulbophyllum wechsbergii ingår i släktet Bulbophyllum och familjen orkidéer. Inga underarter finns listade i Catalogue of Life.